# Aquapolis
L'Aquapolis est un complexe aquatique situé à Limoges, en Haute-Vienne. Inauguré le 19 janvier 2015, le centre est une réalisation de Limoges Métropole, mais c'est la société Vert Marine qui gère le site par délégation de service public.

## Le projet
Les travaux sont entamés en janvier 2012, et s'achèvent fin 2014. Le nom du centre aquatique est choisi par le public par un vote en ligne.

### Le centre
L'Aquapolis est composé d'un espace soin, détente et massages, d'un bassin olympique,d'un bassin ludique (avec jacuzzis, jets massants , toboggans, vagues artificielles.....)
Il possède également un bassin avec des plongeoirs de 1 mètre, 3 mètres et 5 mètres.
Des structures gonflables sont régulièrement installées dans le bassin olympique ainsi qu'à l'extérieur.

### Évènements
- Championnats de France de natation 2015[2].